# عبد الله بن علي العمودي
عبد الله بن علي العمودي قاضي ومؤرخ من منطقة جازان، حيث عاش في ظلال حكم الدولة العثمانية لجازان حتى سقطت، ثم الدولة الإدريسية في جازان حتى سقطت بعد سنين ليست بكثيرة، ثم المملكة العربية السعودية حتى وفاته، اسمه عبد الله بن علي بن عبد الله آل مطهّر العمودي، و«العمودي» وهو لقب أطلق على الجد الجامع لآل العمودي الشيخ سعيد بن عيسى بن شعبان العمودي البكري الصديقي القرشي مؤسس بادية العموديه جنوب مكة المكرمة . ولد العمودي في أبو عريش التابعة الآن لمنطقة جازان جنوب المملكة العربية السعودية، وقد اختلف على سنة ولادته فقيل 1278 هـ، وقيل 1295 هـ، وقيل 1299 هـ.

## نشأته وطلبه للعلم
تنقل العمودي وهو صغيرا بين عدد من كتاب أبو عريش، حيث التحق بكتاب الفقيه حسن آدم، وكتاب الفقيه حسن بن هندي الحكمي، وكتاب الفقيه أيوب في مسجد ابن أبي أيبك، وقد ختم فيها قراءة القرآن الكريم، ثم التحق بحلقة آل عاكش وكان القائم عليها إسماعيل بن حسن عاكش (ت : 1322 هـ) فدرس على يديه الفقه والتفسير والحديث واللغة العربية، وكانت حلقة آل عاكش من أشهر حلق العلم في المنطقة خلال تلك الفترة، حيث أصبحت مقصد للكثير من طلبة العلم في المنطقة، وكان من أبرز من قصدها في تلك الفترة وزامل العمودي وقتها الامام محمد بن علي الإدريسي (ت : 1341 هـ) وقد استفاد منه في مبادئ بعض العلوم، وأيضا محمد بن حيدر القبي النعمي (ت : 1351 هـ).
بعد انتها العمودي من حلقة ال عاكش، بادر بالهجرة إلى بعض المراكز العلمية المشهورة في تهامة اليمن، والتي كانت مهد الفقه الشافعي في المنطقة، وقد وصل العمودي إلى ميناء الحديدة في سنة 1315 هـ، وعكف عفيها لى ملازمة علمائها وكان ممن لازمهم محمد باري بن عبد القادر الأهدل (ت : 1326 هـ)، ومفتي الحديدة في تلك الفترة عبد الله بن يحيى مكرم (ت : 1329 هـ)، وفرج بن محمد الحوكي (ت : 1326 هـ)، وقد قضى العمودي في الحديدة عام ثم انتقل إلى قرية المراوعة شرق الحديدة ومكث فيها ثلاث سنوات ولازم علمائها مثل محمد طاهر بن عبد الرحمن الأهدل (ت : 1347 هـ)، وحسن بن عبد الله بن معوضة الأهدل (ت : 1352 هـ)، وعبد الله بن محمد بن عبد الباري الأهدل، وحمزة بن بن عبد الرحمن بن حسن الأهدل، وكانت أكثر ملازمته لمحمد بن عبد الرحمن بن حسن الأهدل (ت : 1352 هـ) حيث درس على يديه مختلف العلوم الشرعية من تفسير وفقه وحديث، والعربية من نحو وصرف.
ثم رحل العمودي إلى مدينة زبيد في اليمن وأخذه عن علمائها، مثل محمد بن عبد الله بن زيد الشنقيطي، وكان العمودي قد زار الحجاز في وقت لاحق لآداء فريضة الحج والعمرة والزيارة، وكان ذلك سنة 1321 هـ وألتقى بعلمائها وارتاد حلقاتهم في المسجد الحرام، وأخذ عنهم في العديد من العلوم.

## حياته العملية
قضى العمودي معظم حياته العملية في القضاء والتدريس والوعظ والإرشاد، وذلك بعد عودته من اليمن سنة 1320 هـ، وفي أواخر سنة 1324 هـ، غادر العمودي أبو عريش إلى ميدي، وهناك التقى بزميله القديم محمد بن علي الإدريسي والذي كان قد بدأ نشاطه الديني في المنطقة الهادف في الظاهر إلى القيام بواجب الأمر بالمعروف والنهي عن المنكر وإرشاد الناس وتعليمهم أمور دينهم ومن ثم بناء امارة الأدارسة، ولما كان الاثنان يعرفان بعضهما البعض فقد توثقت العلاقة بينهما بشكل كبير، وقام الإدريسي بتكليف العمودي بالقضاء في ميدي وما جاورها، والإمامة والتدريس في جامعها، ظل العمودي يقوم بوظائف القضاء والإمامة والخطابة والتدريس والوعظ والإرشاد في ميدي وتوابعها طوال عهد محمد بن علي الإدريسي.
وبعد وفاة محمد الإدريسي في سنة 1341 هـ خلفه ابنه علي بن محمد الإدريسي، والذي أبقى على العمودي في وظائفه بميدي حتى استولت عليها الجيوش اليمنية في جمادى الآخرة من عام 1344 هـ، وقد أصبح بعد ذلك من جملة المرافقين للسيد علي الإدريسي ومن أعيان إمارته الذين يعتمد عليهم في المشورة والسفارة، وفي عهد السيد الحسن بن علي الإدريسي تولى القضاء في جازان، وظل من أعيان إمارته حتى سقطت المنطقة وتم ضمها إلى المملكة العربية السعودية، وفي العهد السعودي استمر في ممارسة وظائفه من قضاء وتدريس ووعظ وإرشاد في أبو عريش وما جاورها حتى سنة 1365 هـ عندما طلب إعفاءه من وظيفة القضاء، فكلفه الملك عبد العزيز بالتدريس والإمامة في أبو عريش، واستمر على ذلك حتى آخر حياته عندما ضعف وعجز نتيجة لكبر سنه.

## مؤلفاته
ألف العمودي في مسيرته العديد من المؤلفات الدينية والعربية والأدبية والتاريخية وفي التراجم والأنساب والرحلات، وعلى الرغم من أن العمودي كان مكثرا من التأليف، إلا أن مؤلفاته قد تعرضت للضياع، ولم يبق منها إلا العدد اليسير، ومن مؤلفاته:
- تحفة الأدب بسيرة ملك العرب.
- الروض المبتسم الحسن في تثقيف أبناء حزب الوطن.
- نهاية العبر في تراجم وفيات القرن الرابع عشر.
- رحلة الأسفار فيمن لقيت من الأنظار.
- الرحلة التعزية.
- نبذ في الأنساب لمن سكن بحضرموت وفي أنساب عدنان وقحطان.
- الدر النفيس في ولاية الإمام محمد بن علي بن إدريس.
- لقطة العجلان فيما جرى على السيد الإمام علي بن محمد الإدريسي من حوادث الزمان.
- ذيل لقطة العجلان بسيرة الإمام الحسن بن علي الإدريسي.
- اللامع اليماني بذكر ملوك اليمن والمخلاف السليماني.
- تحفة القارئ والسامع في اختصار تاريخ اللامع.
- الرحلة السديرية بسيرته النظورية بجبال الأودية الجيزانية من أعمال القبائل الريثية وباقي القبائل العربية بساق الغراب الشرقية.
- رسالة في نسب الأشراف العباسيين بأبي عريش في جيزان (مخطوط).[1]

رسالة في نسب الأشراف العباسيين

## وفاته
كان القاضي العمودي في آخر حياته قد ضعف بصره ووهن عظمه، فلما كان في أحد الأيام يؤدي صلاة الضحى سقط على الأرض فوقع له كسر في عظمة الورك، فظل بعدها طريح الفراش بسببها لعدة أيام حتى توفاه في يوم الجمعة الحادي عشر من شهر صفر سنة 1398 هـ الموافق للحادي والعشرين من يناير عام 1978 م، في أبو عريش ودفن فيها، عن عمر ناهز القرن ونيف.